# Mr. Rice's Secret
Pour plus de détails, voir Fiche technique et Distribution.
Mr. Rice' Secret est un film canadien, réalisé par Nicholas Kendall en 2000.

## Synopsis
Un jeune garçon est sauvé par son meilleur ami, un homme de 400 ans, qui possède un élixir permettant de renouveler la vie.

## Fiche technique
- Titre : Mr. Rice' Secret
- Réalisation : Nicholas Kendall
- Scénario : J.H. Wyman
- Photo :
- Production : Mary Anne McCarthy
- Musique : Simon Kendall, Al Rodger
- Montage :
- Décors :
- Date de sortie : 2000
- Genre :
- Durée : 95 minutes

## Distribution
- David Bowie : Mr. Rice
- Bill Switzer : Owen Walters
- Teryl Rothery : Marylyn Walters
- Garwin Sanford : Stan Walters
- Zach Lipovsky : Funnel Head
- Jason Anderson : Veg
- Tyler Thompson : Gilbert
- Campbell Lane : Mr. Death
- Richard de Klerk : Simon
- Tyler Labine : Percy
- Eric Keenleyside : Ray